# Myriopholis boueti
Myriopholis boueti là một loài rắn trong họ Leptotyphlopidae. Loài này được Chabanaud mô tả khoa học đầu tiên năm 1917.